# Møns Klint
Møns Klint (in italiano Scogliere di Møn) è un promontorio posto nella parte orientale dell'isola danese di Møn, sul Mar Baltico.
Le scogliere, che in alcuni punti raggiungono un'altezza di 120 m, si sviluppano per una lunghezza di 6 km circa, dal parco di Liselund a nord fino al faro di Møn a sud.
Le scogliere e l'area circostante costituiscono oggi un parco naturale, all'interno del quale si trova l'Aborrebjerg, una delle più alte sommità della Danimarca (143 m).

## Geologia

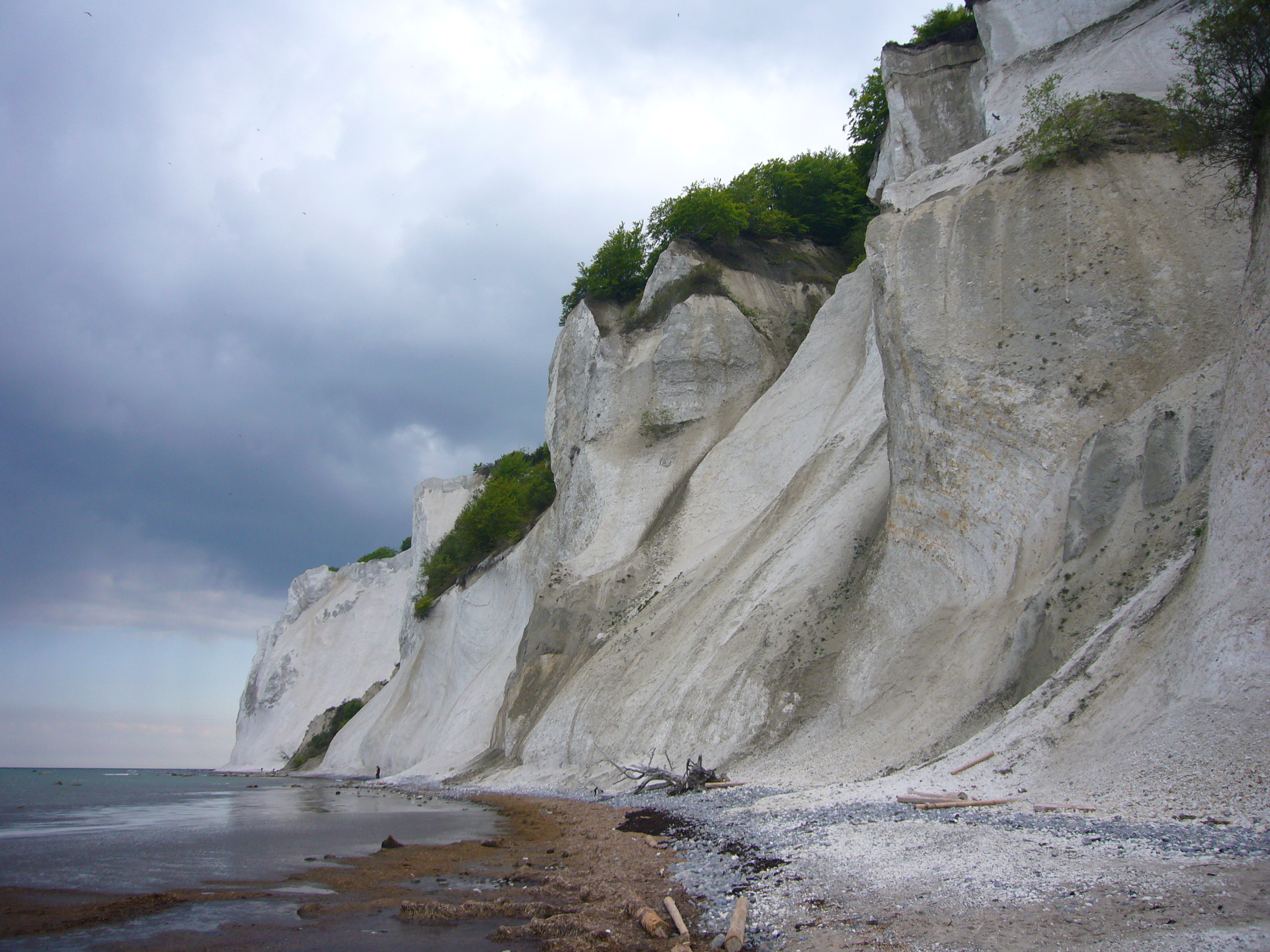
Vista ravvicinata delle scogliere di Møn

Il calcare che forma le scogliere è composto da scheletri fossili di coccolitofore, alghe unicellulari risalenti al periodo Cretaceo, cioè oltre 75 milioni di anni fa. In seguito all'azione dei ghiacciai lo strato è stato compattato e, al termine dell'ultima Era glaciale, circa 11.000 anni fa, le scogliere sono emerse in seguito allo scioglimento dei ghiacci.
Le scogliere di Møn fanno parte del medesimo deposito che ha creato le scogliere di Rügen, in Germania, sul lato opposto del Baltico.